# Муниципальный округ № 54

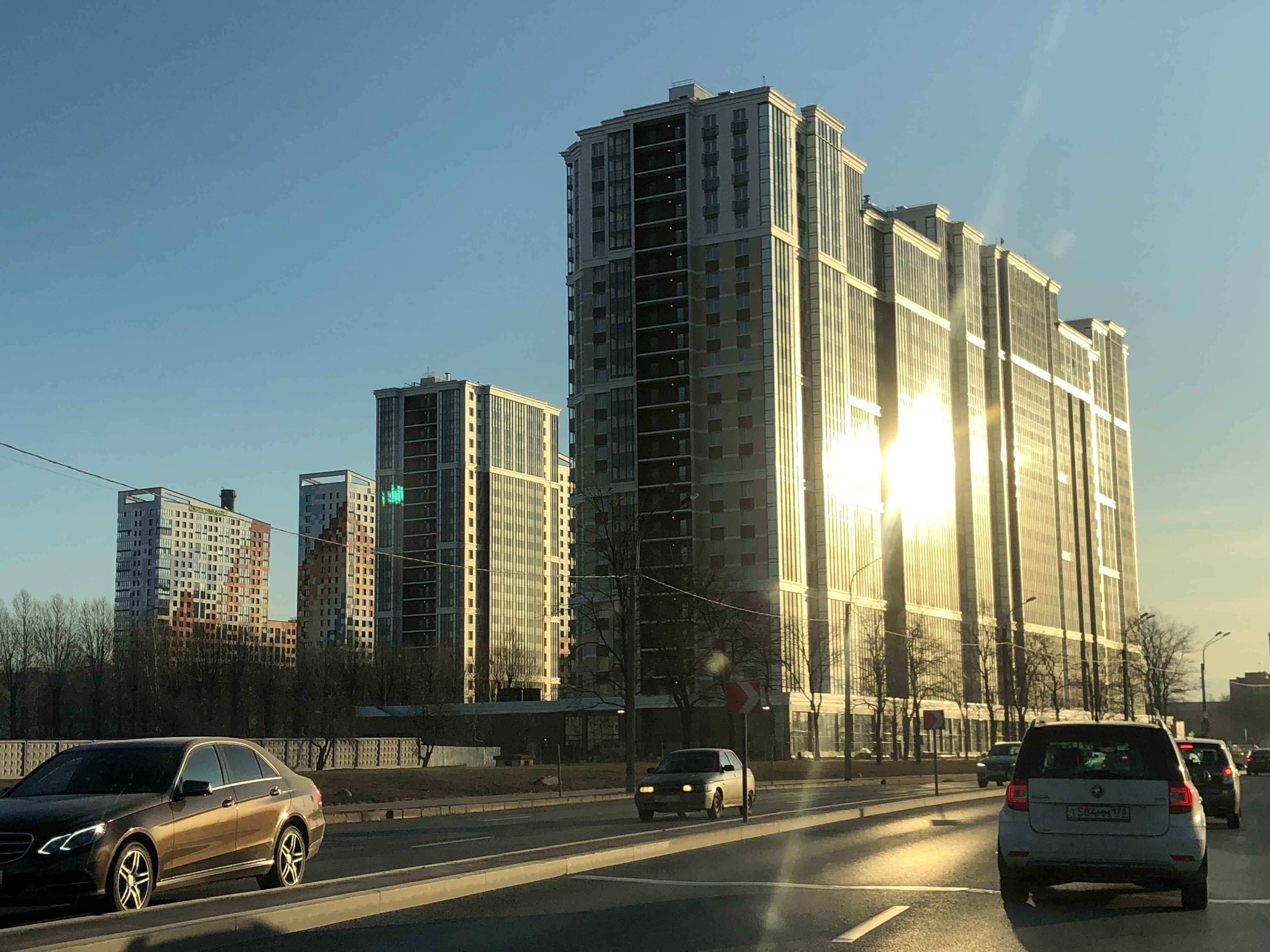
Октябрьская набережная

Муниципальный округ № 54 — муниципальное образование в составе Невского района Санкт-Петербурга.
Расположен на восточной окраине города, ограничен с запада Невой, с юга — улицами Крыленко и Тельмана, с севера улицей Дыбенко, с востока железнодорожной линией. Основные улицы: Дыбенко, Дальневосточный проспект, проспект Большевиков, Октябрьская набережная.

## Население
| 2002    | 2010    | 2012    | 2013    | 2014    | 2015    | 2016    |
| ------- | ------- | ------- | ------- | ------- | ------- | ------- |
| 63 138  | ↗63 196 | ↗63 747 | ↗64 585 | ↗65 551 | ↗66 462 | ↗67 362 |
| 2017    | 2018    | 2019    | 2020    | 2021    | 2023    |         |
| ↗67 775 | ↗68 592 | ↗69 424 | ↗70 224 | ↘67 628 | ↘67 521 |         |

## Инфраструктура
В районе преобладает жилая застройка. На границе района — станция метро «улица Дыбенко». Наземный пассажирский транспорт — автобус, троллейбус (линии по проспекту Большевиков и улице Дыбенко, конечная «Река Оккервиль»), трамвай (линии по Дальневосточному проспекту и улице Дыбенко, конечная «Река Оккервиль»).